# Alcedo quadribrachys
El martín pescador brillante (Alcedo quadribrachys) es una especie de ave coraciforme de la familia Alcedinidae que vive mayormente en la selva tropical africana.

## Distribución
Se encuentra en junto a las masas de agua de las selvas tropicales del África occidental y central, llegando hasta el norte de Zambia por el sur y Kenia occidental por el este.